# Don Cristóbal Segundo
Don Cristóbal Segundo es un paraje poblado y comuna de 2ª categoría del distrito Don Cristóbal del departamento Nogoyá, en la provincia de Entre Ríos, República Argentina. El pequeño poblado de Don Cristóbal (32°04′16.06″S 59°59′41.32″O / -32.0711278, -59.9948111) no ha sido reconocido estadísticamente como localidad censal por el INDEC.
La población de la jurisdicción de la junta de gobierno era de 454 habitantes en 2001 y de 735 en 2010.
La junta de gobierno fue creada por decreto 5922/1975 MGJE de 19 de diciembre de 1975, que además designó sus primeros miembros. Sus límites jurisdiccionales fueron establecidos por decreto 7217/1999 MGJE de 24 de noviembre de 1999 y modificados por decreto 1298/2003 MGJ de 21 de abril de 2003.
Su jurisdicción limita al norte con el departamento Paraná,al sudoeste con el ejido municipal de Villa Aranguren, al oeste con la jurisdicción de la junta de gobierno de Aldea San Miguel, al noreste con un área sin gobierno local del distrito Crucesitas, al sudeste con una del distrito Don Cristóbal y al sudoeste con una del distrito Algarrobitos. Un camino de 17.7 km comunica el poblado con la ruta provincial 32. Desde el poblado un camino de 21 km comunica con General Ramírez. Otros caminos salen hacia el distrito Crucesitas y a parte del distrito Don Cristóbal. El inactivo ramal Puerto Diamante-Curuzú Cuatiá del Ferrocarril General Urquiza porta en parte el límite con el departamento Paraná. 
La mitad este de la jurisdicción es drenada por el arroyo Don Cristóbal y sus afluentes, tales como el las cañadas Cristóbal, del Durazno, la Sanguijuela y Grande y el arroyo Dulce. El límite noreste es portado por el arroyo Nogoyá y el sector noreste es drenado por sus afluentes, tal como el arroyo de las Maciegas. La principal actividad económica del área es la agrícola y ganadera. 
A partir de 2003 los 7 vocales de la junta de gobierno fueron elegidos en elecciones, dejando de ser designados por el Poder ejecutivo provincial. El circuito electoral utilizado es el 114-Don Cristóbal 2° Sección.

## Comuna
La reforma de la Constitución de la Provincia de Entre Ríos que entró en vigencia el 1 de noviembre de 2008 dispuso la creación de las comunas, lo que fue reglamentado por la Ley de Comunas n.º 10644, sancionada el 28 de noviembre de 2018 y promulgada el 14 de diciembre de 2018. La ley dispuso que todo centro de población estable que en una superficie de al menos 75 km² contenga entre 400 y 700 habitantes, constituye una comuna de 2ª categoría. La Ley de Comunas fue reglamentada por el Poder Ejecutivo provincial mediante el decreto 110/2019 de 12 de febrero de 2019, que declaró el reconocimiento ad referéndum del Poder Legislativo de 21 comunas de 2ª categoría con efecto a partir del 11 de diciembre de 2019, entre las cuales se halla Don Cristóbal Segundo. La comuna está gobernada por un departamento ejecutivo y por un consejo comunal de 6 miembros, cuyo presidente es a la vez el presidente comunal. Sus primeras autoridades fueron elegidas en las elecciones de 9 de junio de 2019.